# Simon Sjödin
Simon Sjödin, né le 4 octobre 1986 à Stockholm, est un nageur suédois. Lors des Championnats d'Europe en petit bassin, il est deux fois médaillé en individuel.
Il a participé aux Jeux olympiques d'été de 2008 et de 2016, où il se classe notamment 13e du 200 m papillon.

## Palmarès

### Championnats d'Europe
Grand bassin
- Championnats d'Europe 2008 à Eindhoven ( Pays-Bas) :
  -  Médaille de bronze du relais 4 × 100 m quatre nages.

Petit bassin
- Championnats  d'Europe 2013 à Herning ( Danemark) :
  -  Médaille d'argent au 200 m quatre nages.
- Championnats d'Europe 2015 à Netanya ( Israël) :
  -  Médaille de bronze au 200 m papillon.